# Lövér
Lövér (románul: Luieriu) falu Romániában, Maros megyében.

## Nevének eredete
A gyepűk mentén mentén letelepített királyi lövészek emlékét őrző régi magyar szó. (Hasonlóképpen a Lövő helynevekhez.)

## Története
Marosfelfalu község része. A trianoni békeszerződésig Maros-Torda vármegye Régeni felső járásához tartozott.

## Népessége
2002-ben 765 lakosa volt, ebből 714 román, 45 cigány, 4 magyar és 2 ukrán nemzetiségű.

## Vallások
A falu lakói közül 758-an ortodox, 6-an görögkatolikus hitűek.